# Кудуз
Кудуз је југословенски филм из 1989. године. Режирао га је Адемир Кеновић, а сценарио су писали Адемир Кеновић и Абдулах Сидран.

## Кратак садржај
У суморном амбијенту градске периферије почиње прича о локалној заводници Бадеми која се удаје за доскорашњег робијаша Кудуза, човека којег разапињу страсти. Почетни неспоразуми и праштања између супружника, а затим потере и свађе, мирења и молбе, неминовно воде ову везу двоје људи елементарног набоја трагичном завршетку. Он ће извршити злочин. За све време ове бурне везе одвија се племенита, нежна и кристално чиста љубав између поочима Кудуза и његове петогодишње пасторке.

## О филму
Филм говори о судбини Јунуза Кече (приметите сличност са именом Кудуз Бећо-презиме и надимак главног лика). На крају филма пише да ће када по други пут изађе из затвора, 2001. године имати 58. година. 

## Улоге
| Глумац             | Улога            |
| ------------------ | ---------------- |
| Слободан Ћустић    | Бећир Кудуз      |
| Снежана Богдановић | Бадема           |
| Божидар Буњевац    | Салем Пилав      |
| Бранко Ђурић       | Алија Горо       |
| Мустафа Надаревић  | Милиционер Шемсо |
| Ивана Легин        | Амела            |
| Радмила Живковић   | Анђа             |
| Боро Стјепановић   | Рудо             |
| Сена Мустајбашић   |                  |
| Саша Петровић      | Брацо            |
| Амина Беговић      |                  |
| Харис Бурина       | Анђин муж        |
| Абдулах Сидран     | железничар       |
| Ранко Гучевац      | Боро             |
| Давор Јањић        | железничар       |
| Јадранка Матковић  |                  |
| Заим Музаферија    |                  |
| Јосип Пејаковић    |                  |
| Дана Курбалија     |                  |
| Миодраг Брезо      |                  |
| Инес Фанчовић      |                  |
| Хасија Борић       |                  |

## Награде
Филм је 1989. године добио награду за најбољи сценарио на Фестивалу филмског сценарија у Врњачкој Бањи.